# Župski glagoljski natpis
Župski glagoljski natpis glagoljski je natpis iz 11. stoljeća pronađen u Župi dubrovačkoj.
Pronađen je 2007. godine tijekom arheoloških iskopavanja grobova u blizini crkve svetog Jurja, smještenoj između sela Petrača i Buići u Župi dubrovačkoj.
Nakon Bašćanske ploče drugi je najveći natpis na staroslavenskom jeziku iz najranijeg razdoblja glagoljice, između 10. i 12. stoljeća.

## Natpis
| Izvorni tekst uz razmake i interpunkciju | Isti tekst na suvremenom hrvatskom jeziku |
| --- | --- |
| s(ъ s)utъžerъ : zъdalъ potug[a] a emu estъ sъn[ъ p]etrъ a petro[v]ъ sъnъ pъsalъ îvanъ [s(ve)ta s]opiě : î s(ve)ti so l[ъ]věstrъ a iestъ (ili: i estъ) [s]těpanъ pisalъ s(e) | Pisar Ivan: Ovaj Sutžer (Sutđurađ) zidao (je) Potuga a njemu je sin Petar a Petrov sin (je) pisao Ivan. Pisar Stjepan: Sveta Sofija i sveti Silvestar a to je pisao Stjepan |

Natpis se sastoji od ukupno 102 znaka. Prvih je šezdeset znakova napisao Ivan, a u drugom dijelu Stjepan zaziva svetu Sofiju i svetog Silvestra. Prikazuje samoglasnički sustav od sedam zvukova: /a/, /e/, /i/, /u/, /o/, /ъ/ i /ě/. Na temelju morfoloških i paleografskih karakteristika natpis je nastao u 11. stoljeću.

## Vanjske poveznice
- Spomenici na glagoljici
- Arheološka nalazišta u blizini Dubrovnika s nekoliko važnijih otkrića